# Загоска
Загоска — деревня в северной части Порховского района Псковской области. Входит в состав сельского поселения «Дубровенская волость».

## География
Расположена в 35 км к северо-западу от города Порхов, в 8 км к юго-западу от деревни Дубровно.

## Население
Численность населения на конец 2000 года составляла 120 жителей.